# Manlio Moro
Manlio Moro (Pordenone, 17 marzo 2002) è un pistard e ciclista su strada italiano che corre per la Movistar Team.

## Carriera
Nel 2022 tra gli Elite ha vinto la medaglia di bronzo nell'inseguimento individuale agli Europei di Monaco di Baviera, e la medaglia d'argento nell'inseguimento a squadre ai Mondiali di St. Quentin-en-Yvelines.

## Palmarès

### Strada
- 2020 (Juniores)[2]

La Corsa del Dottor Carlo
Criterium Luciano Nicoli
- 2021 (Zalf Euromobil Fior)[3]

Coppa Città di Bozzolo
- 2022 (Zalf Euromobil Fior)[4]

1ª prova Due Giorni per Alessandro Bolis
Trofeo Menci
Gran Premio Scuderia Rossa
Gran Premio Sportivi Sestesi
- 2023 (Zalf Euromobil Fior)

Coppa Città di Castiglion Fiorentino
1ª prova Coppa del Mobilio (cronometro)
Classifica generale Coppa del Mobilio

#### Altri successi
- 2019 (Juniores)

Gran Premio Eccellenze Valli del Soligo (cronosquadre)
- 2022 (Zalf Euromobil Fior)[4]

Classifica supercombinata Due Giorni per Alessandro Bolis

### Pista
- 2020

Campionati italiani, Inseguimento individuale Junior
Campionati italiani, Inseguimento a squadre Junior (con Alessio Portello, Bryan Olivo, Jacopo Cia e Alessandro Malisan)
Campionati italiani, Corsa a eliminazione Junior
Campionati italiani, Omnium Junior
Campionati italiani, Americana Junior (con Alessio Portello)
- 2022

Campionati europei, Inseguimento a squadre Under-23 (con Davide Boscaro, Mattia Pinazzi e Niccolò Galli)
Campionati italiani, Inseguimento individuale
- 2023

Campionati europei, Inseguimento a squadre  (con Francesco Lamon, Filippo Ganna e Jonathan Milan)
GP Novo Mesto, Americana

## Piazzamenti

### Classiche monumento
- Milano-Sanremo

2024: 126º
2025: 142º
- Giro delle Fiandre

2025: 110º
- Parigi-Roubaix

2024: fuori tempo massimo
2025: ritirato

### Competizioni mondiali
- Campionati del mondo su pista

Roubaix 2021 - Inseguimento individuale: 7º
Saint-Quentin-en-Yv. 2022 - Inseguimento a squadre: 2º
Glasgow 2023 - Inseguimento a squadre: 2º
Glasgow 2023 - Inseguimento individuale: 10º
- Campionati del mondo su strada

Glasgow 2023 - Staffetta mista: 5º

### Competizioni europee
- Campionati europei su pista

Fiorenzuola d'Arda 2020 - Inseguimento a squadre Junior: 3º
Fiorenzuola d'Arda 2020 - Inseguimento individuale Junior: 3º
Apeldoorn 2021 - Inseguimento individuale Under-23: 3º
Apeldoorn 2021 - Inseguimento a squadre Under-23: 3º
Grenchen 2021 - Inseguimento individuale: 8º
Anadia 2022 - Inseguimento individuale Under-23: 3º
Anadia 2022 - Inseguimento a squadre Under-23: vincitore
Anadia 2022 - Corsa a punti Under-23: 5º
Anadia 2022 - Americana Under-23: 5º
Monaco di Baviera 2022 - Inseguimento a squadre: 8º
Monaco di Baviera 2022 - Inseguimento individuale: 3º
Grenchen 2023 - Inseguimento a squadre: vincitore
Grenchen 2023 - Inseguimento individuale: 7º